# Brendeholmen
Brendeholmen est une île norvégienne du comté de Vestland appartenant administrativement à Fitjar.

## Description
Rocheuse et couverte d'arbres, à fleur d'eau, elle s'étend sur environ 123 m de longueur pour une largeur approximative de 62 m. 